# Starojur'evo
Starojur'evo (in russo Староюрьево?) è un villaggio dell'oblast' di Tambov, in Russia; è il centro amministrativo del rajon Starojur'evskij.
Si trova sul fiume Lesnoj Voronež, 130 km a nord-ovest di Tambov.